# 1611 Beyer
1611 Beyer este un asteroid din centura principală, descoperit pe 17 februarie 1950, de Karl Reinmuth.